# Medaglia al merito militare (Kazakistan)
La medaglia al merito militare è un premio statale del Kazakistan.

## Storia
La medaglia è stata istituita il 12 dicembre 1995.

## Assegnazione
La medaglia viene assegnata al personale militare delle forze armate e delle altre truppe e delle formazioni militari della Repubblica del Kazakistan, nonché ai dipendenti della Procura della Repubblica, per la sicurezza nazionale e per gli affari interni e per il sistema penale del Ministero della Giustizia della Repubblica del Kazakhstan:
- per azioni qualificanti, intraprendenti e coraggiose in battaglia, o che abbiano contribuito alla riuscita della missione di combattimento militare o nella lotta contro la criminalità;
- per coraggio nella difesa del confine di Stato;
- per servizi durante la leva.

## Insegne
- Il  nastro è rosso con due strisce blu.